# Leif Ove Andsnes

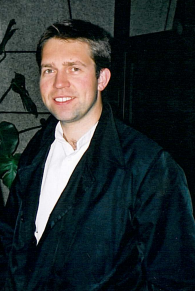
Leif Ove Andsnes (2001)

Leif Ove Andsnes (* 7. April 1970 in Karmøy) ist ein norwegischer Pianist.

## Leben
Nach seinem Studium am Musikkonservatorium Bergen bei Jiří Hlinka debütierte Leif Ove Andsnes 1987 in Oslo. Er absolvierte Soloauftritte unter anderem in Amsterdam, Bologna, London, München und Berlin.
Andsnes wurde mit dem Norwegischen Kritikerpreis und dem Dorothy Chandler Award in Los Angeles ausgezeichnet. Beim Hindemith-Wettbewerb in Frankfurt erlangte er den ersten Platz. Für sein CD-Solodebüt mit der Klaviersonate 1.X.1905 Leoš Janáčeks wurde ihm der Deutsche Schallplattenpreis verliehen. 2012 sprang er für Krystian Zimerman ein und konnte bei einem Solistenkonzert der Salzburger Festspiele im Großen Festspielhaus mit einem Beethoven/Chopin-Programm einen großen persönlichen Erfolg erringen.
Nachdem Andsnes bereits 2012 künstlerischer Leiter des Ojai Music Festival in Kalifornien gewesen war, gründete er 2016 ein Kammermusikfestival im norwegischen Rosendal (Rosendal Kammermusikkfestival).
Andsnes erhielt 2016 die Ehrendoktorwürde der Juilliard School in New York. 2017 wurde er zum Ehrendoktor der Universität Bergen ernannt. Er lebt mit seiner Familie in Bergen.

## Einspielungen (Auswahl)
Andsnes hat unter anderem Werke von Frédéric Chopin, Sergei Rachmaninow, Edvard Grieg, Leoš Janáček, Franz Liszt, Sergei Prokofjew und Ludwig van Beethoven auf Tonträger eingespielt.
Gemeinsam mit dem südafrikanischen Aktionskünstler Robin Rhode realisierte Andsnes im November 2009 das Multimediaprojekt Pictures Reframed, das Modest Mussorgskis Bilder einer Ausstellung neu interpretiert.

### CD-Veröffentlichungen
- 2012: The Beethoven Journey: Klavierkonzerte Nr. 1 & 3, Sony Classical
- 2014: The Beethoven Journey: Klavierkonzerte Nr. 2 & 4, Sony Classical
- 2014: The Beethoven Journey: Klavierkonzert Nr. 5 / Chorfantasie, Sony Classical
- 2017: Sibelius: Musica Per Pianoforte, SONY Classical
- 2018: Chopin: Ballades & Nocturnes, SONY Classical

### Studioalben
- 2012: The Beethoven Journey - Piano Concertos Nos.1-5, Sony Classical[8]
- 2014: Beethoven: Piano Concertos Nos.2 & 4, Sony Classical[9]
- 2014: The Beethoven Journey - Piano Concerto No.5 „Emperor“ & Choral Fantasy, Sony Classical[10]
- 2017: Sibelius, Sony Classical[11]
- 2018: Chopin, Sony Classical[12]
- 2021: Mozart Momentum - 1785, Sony Classical[13]
- 2022: Mozart Momentum - 1786, Sony Classical[14]

## Stil
Andsnes setzt sich von anderen Pianisten dadurch ab, dass er auf Extravaganzen verzichtet, äußerlich wie spieltechnisch. Er spiele „unaufgeregt“, meinte Axel Brüggemann in der Welt am Sonntag, und genauso wirke er auch jenseits des Klaviers.

## Auszeichnungen
- 1997: Nominierung für den Grammy in der Kategorie Best Instrumental Soloist Performance (without orchestra) für Schumann: Piano Sonata No. 1, Fantasy in C.[16]
- 1998: Nominierung für den Grammy in der Kategorie Best Instrumental Soloist Performance (without orchestra) für The Long, Long Winter Night.  Grieg, Tveitt, Johansen.[16]
- 1999: Royal Philharmonic Society Music Award in der Kategorie Instrumentalist of the Year.[17]
- 2000: Nominierungen für den Grammy in der Kategorie Best Instrumental Soloist Performance (without orchestra) und in der Kategorie: Best Classical Album für Haydn: Piano Concertos 3, 4 & 11.[16]
- 2002: Komtur des Sankt-Olav-Orden[18]
- 2002: Nominierung für den Grammy in der Kategorie Best Instrumental Soloist Performance (without orchestra) für Grieg: Lyric Pieces.[16]
- 2004: Nominierung für den Grammy in der Kategorie Best Chamber Music Performance für Bartók: Violin Sonatas Nos. 1 & 2.[16]
- 2004: Preis der deutschen Schallplattenkritik, Bestenliste 1-2004 in der Kategorie Konzerte für Edvard Grieg: Klavierkonzert a-moll op. 16, Robert Schumann: Klavierkonzert a-moll op. 54 mit den Berliner Philharmonikern unter Mariss Jansons.[19]
- 2005: Preis der deutschen Schallplattenkritik, Bestenliste 2-2005 in der Kategorie Konzerte für Béla Bartók: Die Klavierkonzerte. Krystian Zimerman, Leif Ove Andsnes, Hélène Grimaud mit dem Chicago Symphony Orchestra, Berliner Philharmonikern, London Symphony Orchestra unter Pierre Boulez.[20]
- 2006: Nominierung für den Grammy in der Kategorie Best Instrumental Soloist Performance (without orchestra) für Mozart: Piano Concertos 17 & 20.[16]
- 2006: Preis der deutschen Schallplattenkritik, Bestenliste 1-2006 in der Kategorie Orchestermusik und Konzerte für Sergej Rachmaninow: Klavierkonzerte Nr. 1 fis-moll op. 1 und Nr. 2 c-moll op. 18 mit den Berliner Philharmonikern unter Antonio Pappano.[21]
- 2007: Jahresehrenpreis Peer Gynt.[22]
- 2010: Echo Klassik in der Kategorie Editorische Leistung des Jahres für Pictures Reframed - Mussorgsky: Pictures at an Exhibition, Schumann: Kinderszenen.
- 2011: Nominierung für den Grammy in der Kategorie Best Classical Instrumental Solo für Rachmaninov: Piano Concertos Nos. 3 & 4.[16]
- 2011: Preis der deutschen Schallplattenkritik, Bestenliste 1-2011 in der Kategorie Orchestermusik und Konzerte für Sergej Rachmaninow: Klavierkonzerte Nr. 3 und 4 mit dem London Symphony Orchestra unter Antonio Pappano.[23]
- 2011: Preis der deutschen Schallplattenkritik, Bestenliste 3-2011 in der Kategorie Orchestermusik und Konzerte für Robert Schumann: Musik für Klaviertrio komplett. Leif Ove Andsnes (Klavier), Christian Tetzlaff (Violine), Tanja Tetzlaff (Cello).[24]
- 2013: Aufnahme in die Gramophone Hall of Fame.[25]
- 2015: BBC Music Magazine Awards und den Concerto and Recording of the Year prizes für Beethovens Piano Concertos Nos 2 and 4.[26]

## Filme (Auswahl)
- Concerto – A Beethoven Journey. Dokumentarfilm 2015, 92:00 Min., Regie: Phil Grabsky, Produktion: Seventh Art. DVD-Veröffentlichung: 27. November 2015, Inhaltsangabe.